# Inti

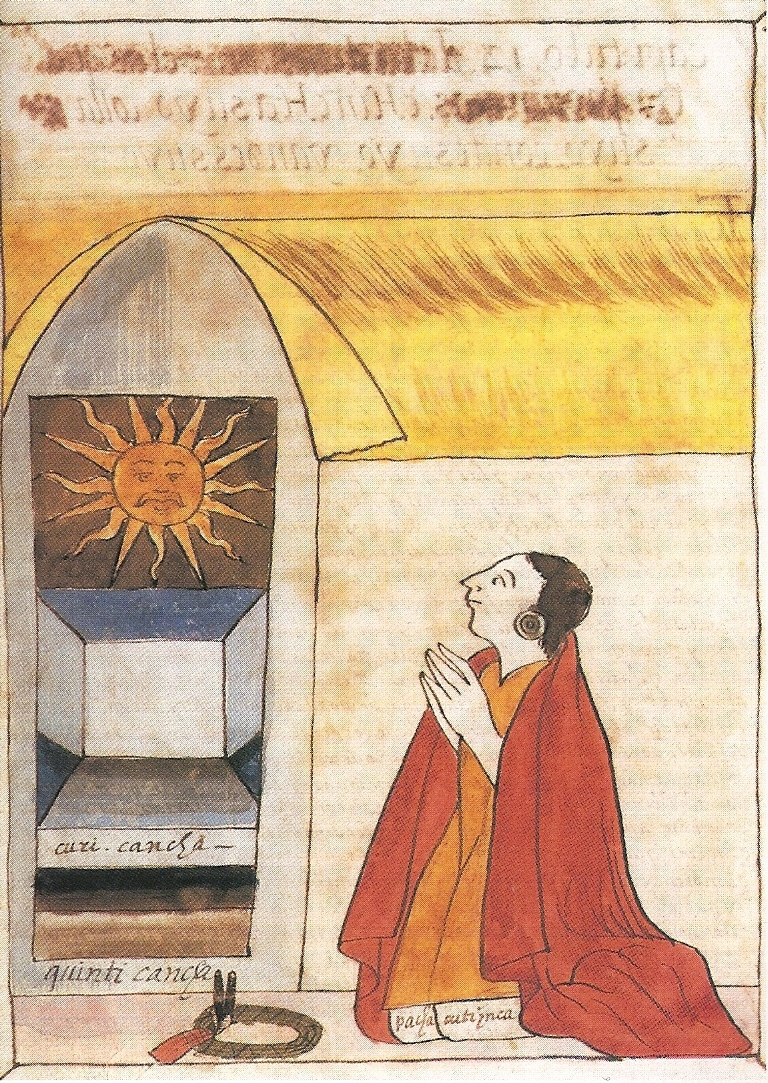
El emperador Pachacútec adorando a Inti en el templo Coricancha, dibujo de Martín de Murúa.

Inti o Punchaoes el dios Sol, la deidad más importante de la mitología incaica y ancestro mitológico de los fundadores y soberanos del Imperio incaico. En las tradiciones más extendidas es considerado hijo de Viracocha, el dios creador,y casado con su hermana mayor, Mama Quilla, la diosa de la Luna, con quien compartía una igualdad de rango en la corte celestial. 
Adorado como principal deidad del Imperio incaico,el origen y la expansión de su culto se relacionan con el emperador Pachacútec.
A Inti se le representaba con la forma de un elipsoide de oro frecuentemente con rayos, mientras la Luna tenía la forma ritual de un disco de plata.
También a Inti se lo usa en las fiestas del Inti Raymi, como creador, era adorado y reverenciado, pero a él también se acudía en busca de favores y ayuda, para resolver los problemas y aliviar las necesidades.
Esto último convertía a Inti en el dios del pueblo, pues era más accesible para ellos buscar el favor divino del Sol. Entre las múltiples razones que hacían solicitar la ayuda divina de Inti, están: hacer nacer las cosechas y volverlas fructíferas, curar las enfermedades, dar la seguridad que requiere el ser humano, entre muchas otras.

## Etimología
La palabra suele aparecer escrita con letra <d> en las fuentes más tempranas, es decir como <indi> o <yndi>, reflejando uno de los rasgos de pronunciación de la lengua general quechua. El término inti para el astro es propio de los quechuas sureños, mientras que los norteños y centrales utilizan rupay (del verbo rupa- ‘quemar, arder’) y mientras el quechua colonial también usaba p'unchaw con el mismo significado, que hoy significa ‘día’ en la mayoría de quechuas.
Aunque anteriormente investigadores como Gary J. Parker reconstruyeron la raíz *inti ‘sol’ para el idioma protoquechua, recientemente se ha propuesto que esta palabra no es de origen quechua sino un préstamo desde el puquina. Esta última hipótesis permitiría explicar por qué lenguas históricamente no relacionadas como el quechua, el aimara y el mapuche tienen palabras similares para el Sol, así como su ausencia en la mayoría de quechuas norteños.
Las similitudes con otros pueblos no serían sólo lingüísticas sino también simbólicas, ya que en la cosmología mapuche y andina central el Sol (Inti/Antu) y la Luna (Killa/Cuyen) son cónyuges.

## Leyendas e historia
Inti y su hermana, Mama Quilla, la diosa de la Luna, generalmente se consideraban deidades benévolas. Inti se casó con su hermana mayor, Mama Quilla con la que tuvo dos hijos. Según la leyenda, Inti les otorgó un cetro de oro y les ordenó que construyeran la capital incaica en el lugar donde el cetro se hundiese en la tierra. Una vez hundido el cetro en el lugar definitivo, se construyó la ciudad de Cusco. 
Se consideraba que el Inca era el descendiente vivo del dios Inti, por lo que recibía un tratamiento de deidad, no podía tocar el suelo ni estaba permitido mirarlo a los ojos, los objetos que tocaba eran considerados sagrados, era frecuente el matrimonio entre hermanos dentro de la familia real para mantener la pureza de la sangre divina.
Su corte está servida por el Arco Iris (Kuychi o Turumanyay), Venus (Chaska Qoyllur), las Pléyades y otros. Se pensaba que Manco Cápac, el antepasado Inca fundador, era hijo de Inti. Según el mito, Inti enseñó a Manco Cápac y a su hija Mama Ocllo las artes de la civilización. Sin embargo, otra leyenda identifica a Manco Cápac como el hijo de Viracocha. En un mito diferente, Inti es el hijo de la diosa de la Tierra Pachamama y el dios del Cielo Pachacámac. Inti también se convierte en el segundo marido de Pachamama.
El Willaq Umu era el sumo sacerdote del Sol (Inti). Su posición lo colocó como la segunda persona más poderosa del reino. Estaba directamente debajo del Sapa Inca, y a menudo eran hermanos. Se creía que el emperador y su familia eran descendientes de Inti.
Los conquistadores españoles capturaron un gran disco dorado que representaba a Inti en 1571 y lo enviaron al Papa vía España. Desde entonces se ha perdido y es posible que se haya convertido en lingotes.
Hay otra interpretación del evento de la creación que conduce a un conflicto entre Viracocha e Inti en el que hay una discusión sobre lo que significa la creación del Sol y si debe ser adorado como una entidad separada.
Algunas fuentes identifican la figura central de la Puerta del Sol como Inti y otras como Viracocha, y que el Sol fue solo una de las muchas creaciones.

## Culto
El Inca dedicó muchas ceremonias al Sol con el fin de garantizar el bienestar del Sapa Inca. El Sol también era importante para los incas, particularmente para la gente del altiplano, porque era necesario para la producción de cultivos como el maíz y otros granos. También se pensaba que el calor del Sol provocaba lluvia. Durante la temporada de lluvias el Sol estaba más caliente y brillante, mientras que durante la temporada seca era más débil.
Los incas reservarían grandes cantidades de recursos naturales y humanos en todo el imperio para Inti. Se suponía que cada provincia conquistada dedicaría un tercio de sus tierras y rebaños a Inti según lo ordenado por el Inca. Cada provincia principal también tendría un Templo del Sol en el que sacerdotes y sacerdotes servirían. Las sacerdotisas eran las mamakuna, elegidas de entre las aqllakuna ("mujeres elegidas"), que tejían telas especiales y elaboraban chicha para las festividades y sacrificios al Inti.

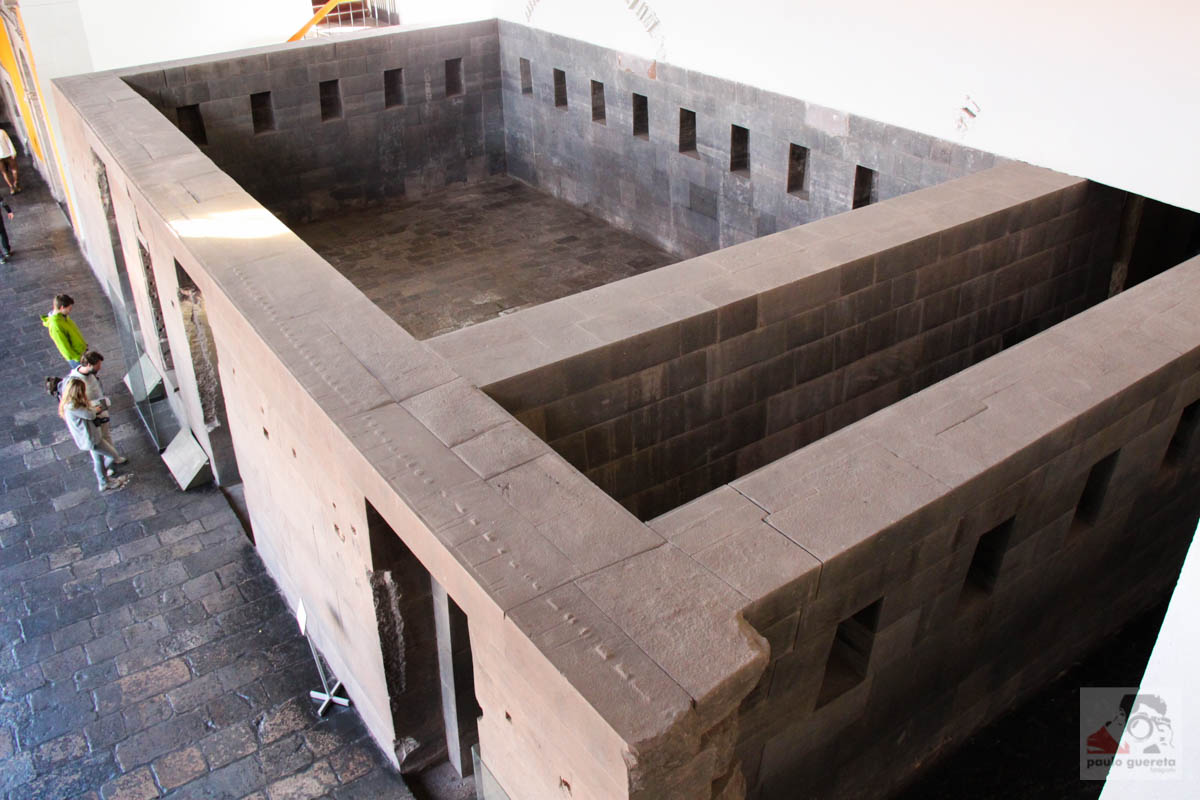
El templo de Coricancha, dedicado al dios Inti, fue el más importante del Imperio incaico.

Además, el templo principal de la religión del estado Inca era el Coricancha en Cuzco. Dentro de este templo había nichos de pared en los que se exhibían los cuerpos de los emperadores y gobernantes anteriores junto con varias estatuas de Inti en ciertas festividades. Algunas figuras de Inti también lo representaron en forma humana con una sección media ahuecada que estaba llena con una mezcla hecha de polvo de oro y las cenizas de los corazones de los reyes incas.
Inti se representa como un disco dorado con rayos y un rostro humano. Muchos de estos discos se encontraban supuestamente en Cuzco, así como en santuarios de todo el imperio, especialmente en Coricancha, donde los antropólogos descubrieron la imagen más significativa de Inti. Esta representación, adornada con orejeras, un pectoral y una diadema real, se conocía como Punchaw (quechua para día, también deletreado Punchao). También se dijo que esta imagen de Inti tenía leones y serpientes que se proyectaban desde su forma.
El culto al Inti y el surgimiento del culto al Inti se consideran explotaciones de la religión con fines políticos, ya que el rey inca se identificaba cada vez más con el dios Sol. Esto se convirtió en una forma de patrocinio divino y la conveniencia de estas comparaciones para los emperadores incas es crucial.
Las sacerdotisas tenían un propósito especializado diferente durante el solsticio, ya que se decía que el Sol predijo una muerte que terminaría la línea del Sol en el Imperio inca. Después del solsticio, las mamakuna comenzarían un área de ayuno, para, con suerte, acercarlos al dolor del Sol, para que pudieran comprender lo que iba a suceder y evitar que sucedieran malas acciones.
Hay otro aspecto del culto que no involucra a los sacerdotes, sino al pueblo Inca. Porque creían que descendían del Sol. Más específicamente, la clase dominante descendía del Sol y eso conectaba a la gente con esa santidad. Esto llevó a que cada vez que un miembro de la sociedad inca viajaba, lo hiciera como símbolo del Inti y de su nación, lo que llevó a la necesidad de ser santo para ingresar a ciertas ciudades, e incluso viajar dentro del imperio.
Los templos suelen tener la mayor cantidad de adornos, y los diseños en el interior están hechos de oro y otras joyas. Por lo tanto, agregando al estado de aquellos que adoraban dentro del edificio por el Sol, y para mostrar que hay algún sacrificio al dios al darle al templo estas glorias que ya no se usarían para la gente de la civilización, sino para el dios.

## Inti Raymi

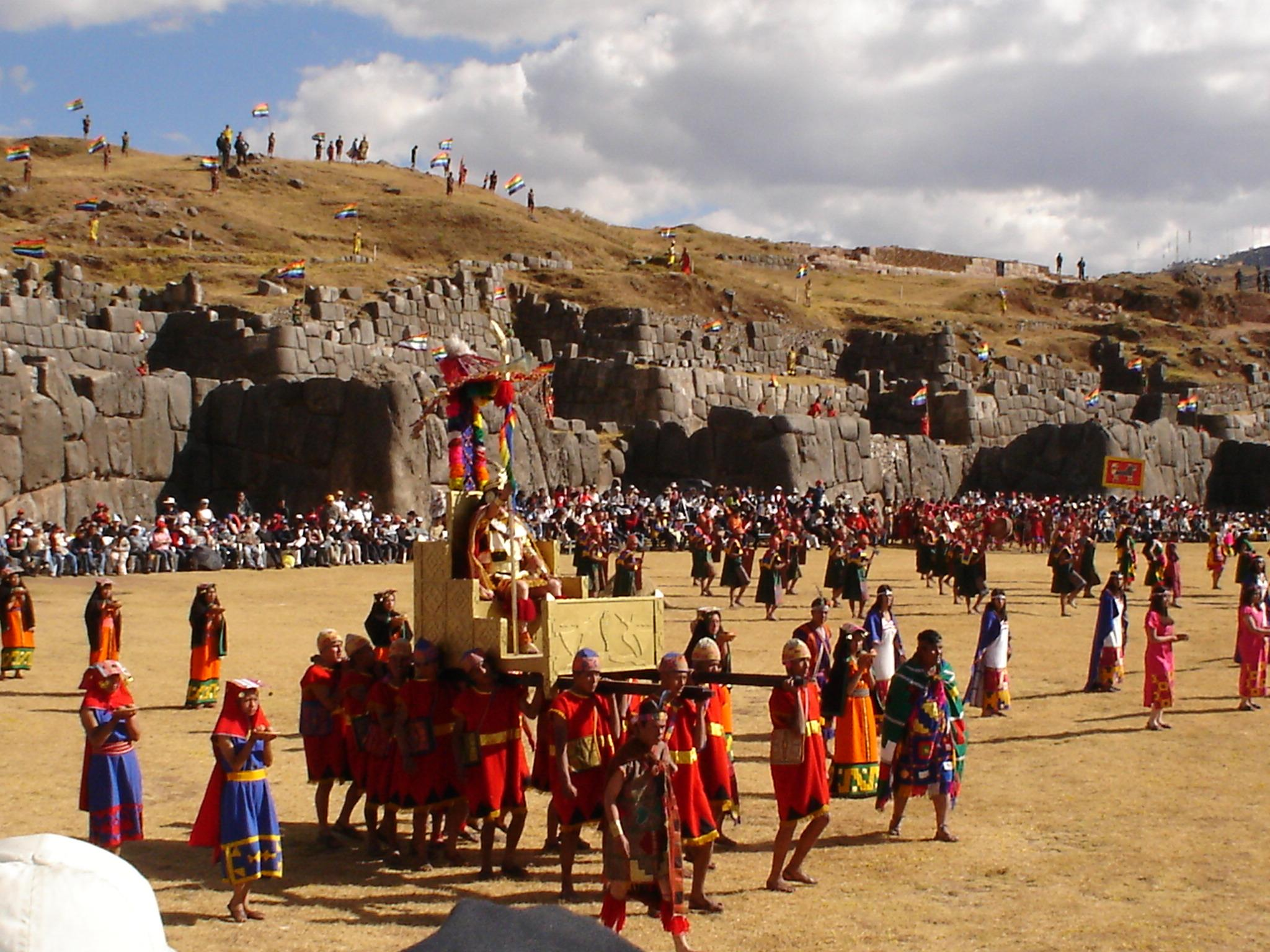
Inti Raymi en Sacsayahuamán, Cusco

El festival del Inti Raymi honra al dios Sol y originalmente estaba destinado a celebrar el inicio de una nueva temporada de siembra. El nombre del festival, Inti Raymi, se traduce como "festival del Sol" y se llevó a cabo durante el solsticio de invierno del hemisferio sur, que es el día más corto del año. Esto cayó alrededor del 24 de junio en el Imperio inca.
A este festival asistieron los cuatro sectores del Tahuantinsuyo. Los capitanes militares, los funcionarios del gobierno y los vasallos que asistieron estaban vestidos con sus mejores trajes y portaban sus mejores armas e instrumentos.
La preparación para la fiesta del Inti Raymi comenzaba con un ayuno de tres días, donde no se encendía el fuego y la gente se abstiene a tener relaciones sexuales. Este festival duraría nueve días, y durante este tiempo la gente consume cantidades masivas de comida y bebida. También hubo muchos sacrificios, que se realizaron todos el primer día. Después de los nueve días, todos se irían con el permiso del Inca.
Existen distintas celebraciones y conmemoraciones contemporáneas de esta antigua celebración, incluyendo una representación teatralizada en la fortaleza de Sacsayhuamán en el Cuzco.

## Subdivisiones de identidad
En correspondencia con las tres etapas diurnas del Sol, la identidad de Inti también se divide en tres subcomplejos primarios, que son el padre, el hijo y el hermano. El primero de ellos es Apu Inti ("Inti supremo"). Representa al padre y a veces se le conoce como "El Señor Sol". El segundo es Churi Inti, que representa al hijo de Inti y a menudo se lo conoce como "Luz del día". La tercera y última división de Inti es Inti Wawqi ("hermano Sol", o "hermano Inti"). Inti Wawqi también representa al dios Sol en su posición específica como el padre fundador del reinado inca y el centro del culto oficial a los ancestros del estado.
En astronomía, Apu Inti y Churi Inti pueden separarse entre sí a lo largo de un eje astronómico. Esto se debe a que están asociados con los solsticios de verano e invierno, respectivamente. Inti Wawqi, sin embargo, no está asociado con una ubicación astronómica.
La otra teoría principal con respecto a la separación del Sol involucra los deberes que proporcionó Inti en lugar de ser diferentes etapas del Sol. La creencia establece que uno de los soles era para la estrella real en el cielo que le daba luz y calor al planeta, que uno de los soles era para el día donde el Sol era el punto culminante del cielo en lugar de la Luna, y que uno era por el poder de cultivar cosas relacionadas con el significado agrícola del culto al Sol.

## Simbolismo
El Sol se puede ver en la cultura a través de la cultura andina incluso antes de que el imperio inca dominara. Esta conexión con el Sol podría deberse a la gran importancia de la agricultura en estas sociedades, ya que sin luz solar constante, a la mayoría de los cultivos no les va bien. El Sol también estaba relacionado con la lluvia, y la capacidad de las nubes para llover, que es otro aspecto que es necesario para el desarrollo de los cultivos, profundizando aún más en la importancia de la vida y específicamente de la agricultura en esta sociedad. Por eso Inti es el dios más adorado en la cultura fuera del dios creador, Viracocha.
Un ejemplo del simbolismo que podría encontrarse fuera de la cultura inca sería la Puerta del Sol en Tiwanaku. La puerta del sol que se encuentra aquí tiene un impacto significativo en la arqueología solar de la vista, ya que muestra una gran comprensión de la posición del sol en los días importantes, como los solsticios y equinoccios.
El Sol tiene una clara importancia para la civilización inca, que incluso se puede ver en la arquitectura del imperio. Los Ushnus eran edificios donde los principales soldados se comprometían a ser leales al liderazgo del liderazgo inca, y estos edificios tienen una profunda conexión con el Sol. Estos sitios proporcionarían conexiones durante los pases del cenit solar. El impacto de esto se puede ver que las construcciones se hicieron en relación con el entendimiento que tenían hacia el Sol, y que se fijaban en el horizonte en varios días importantes del año, de esa manera se podían hacer estas conexiones. Por lo tanto, proporciona otro símbolo que permite que el Sol sea visto como una característica clave de su cultura. Se supone que esto es una referencia a cuándo podrían ocurrir las ceremonias, para que fueran bendecidas por el Sol.
Además de ser usado en el simbolismo del pasado, y el Sol tiene una importancia en la cultura y religión allí, el Sol todavía se usa en importantes figuras simbólicas dentro de los países que alguna vez fueron parte del Imperio inca, lo que demuestra que si bien esta religión ya no es el punto de apoyo de estas naciones como lo fue antes, la mitología y las características todavía están presentes en la actualidad. Si bien no se garantiza que estos tengan conexiones con el dios Inti, el significado cultural del Sol se ha trascendido claramente a lo largo de los cambios de imperio y la colonización de los Andes.
El Sol también está representado en el escudo de armas de Bolivia, de Argentina, Uruguay y Ecuador, así como en la bandera histórica de Perú. 
El Sol de Mayo que se puede encontrar en la Bandera de Argentina y la Bandera de Uruguay es una representación del dios Inti.

## Inti como símbolo nacional

Inti en el Sol de Mayo en la bandera de la Argentina, 1818
Inti en la provisoria bandera del Perú, diseño de José Bernardo de Tagle, 1822
Inti en el Sol de Mayo en la bandera de Uruguay, 1830
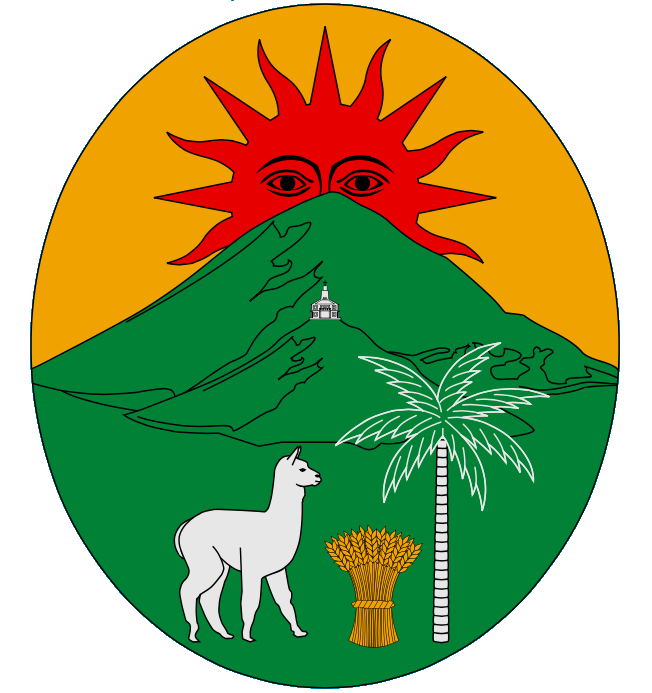
Blasón del Escudo Nacional de Bolivia, con el Inti elevándose detrás del Potosí